# 아르놀트 횔링크스

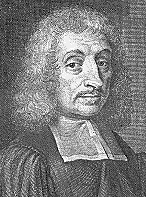

아르놀트 횔링크스(네덜란드어: Arnold Geulincx) (1624년 1월 31일 – 1669년 11월)는 네덜란드의 기회원인론자이다. 횔링크스는 데카르트적인 2원론에 입각하면 정신과 신체는 두 가지의 상이한 실체(實體)이기 때문에, 교호작용(交互作用)이라는 것은 일어나지 않아야 하는데도 실제로는 심신의 밀접한 교섭이 일어난다고 하였다. 그는 그 이유를 신(神)이 양자를 매개하고 있기 때문이라고 설명하였다. 신체 내부에 어떤 운동이 일어날 때 신은 이것을 기회(機會, occasion)라 하여 정신 내부에 그것에 상응(相應)하는 운동이 일어나게 하고, 또한 정신 내부에 어떤 운동이 일어날 때 신은 이것을 기회로 하여 신체 내부에 거기에 상응하는 운동이 일어나게 한다는 것이다. 횔링크스는 이 우인론적(偶因論的) 입장에서 신만이 유일한 작용자라 했기 때문에 우리들은 각자의 무력(無力)함을 알아야 한다고 신에의 절대복종에 따른 엄숙한 타율(他律) 도덕을 전개했다. 그의 주저로는 <윤리학(倫理學)>이 있다.